# Rāwī (Erzähler)
Rāwī (arabisch راوي, pl. Ruwāt) sind Rezitatoren von Poesie, Geschichtenerzähler und Überlieferer von aḥādīṯ. Abgeleitet wird der Begriff von rawā, ‚Wasser holen bzw. tragen‘, wobei das Tragen figurativ für die Weitergabe und Aufbewahrung von Informationen verstanden wird.

## Historisches
Im Mittelalter fand als Steigerungsform der Begriff kaṯīr ar-riwāya (reichlicher Übermittler) Verwendung. In der modernen Forschung wird es auch für die Sammlung beduinischer Poesie des 8. Jahrhunderts gebraucht. Die Institution des Rāwī hat erheblich zum Erhalt der prä-islamischen Poesie beigetragen. Die zeitgenössischen Dichter hatten einen oder mehrere Ruwāt, die deren Verse auswendig lernten und anlässlich jährlich stattfindender Märkte mit Gedichtwettbewerben an die nachfolgenden Generationen weitergaben. Oft wurden die Ruwāt selbst zu populären Dichtern, Beispiele hierfür sind generationenübergreifend bekannt. Auch wurde der Beruf oft innerhalb der Familie oder des Klans weitergegeben. 
Die Aufzeichnung der Gedichte in vorislamischer Zeit war wahrscheinlich eher selten, da insbesondere die beduinischen Dichter kaum über ausreichende Schreibkenntnisse verfügt haben dürften. Eine weitergehende Alphabetisierung der Bevölkerung fand erst ab dem 1. islamischen Jahrhundert statt, sodass davon ausgegangen werden kann, dass die Überlieferung der zeitgenössischen Poesie hauptsächlich mündlich stattfand. Näheres dazu siehe unter Mu'allaqat.

## Verhältnis zwischen Poeten und den Ruwāt
Viele Ruwāt wurden von einem Poeten selbst ausgebildet und dazu befähigt, selbst Gedichte zu schreiben. Dadurch waren sie nicht nur dazu in der Lage, die Gedichte selbst, sondern auch die zur Schöpfung von Poesie notwendigen Techniken selbst weiterzugeben; oftmals korrigierten oder verbesserten sie sogar die Werke ihrer Lehrer.